# Milan-San Remo 1964
La 55e édition de la course cycliste, Milan-San Remo a eu lieu le 19 mars 1964 et a été remportée par Tom Simpson. C'est la première victoire pour un Britannique dans cette classique.

## Classement final
|    | Cycliste               | Équipe                | Temps           |
| -- | ---------------------- | --------------------- | --------------- |
| 1  | Tom Simpson            | Peugeot-BP-Englebert  | 6 h 37 min 39 s |
| 2  | Raymond Poulidor       | Mercier-Hutchinson-BP | + 2 s           |
| 3  | Willy Bocklant         | Flandria-Romeo        | + 1 min 01 s    |
| 4  | Rik Van Looy           | Solo-Superia          | + 1 min 09 s    |
| 5  | Georges Van Coningsloo | Peugeot-BP-Englebert  | + 1 min 09 s    |
| 6  | Jean Graczyk           | Margnat-Paloma-Dunlop | + 1 min 09 s    |
| 7  | Renato Pelizzoni       | Ignis                 | + 1 min 09 s    |
| 8  | Edouard Sels           | Solo-Superia          | + 1 min 09 s    |
| 9  | Jean Forestier         | Peugeot-BP-Englebert  | + 1 min 09 s    |
| 10 | Yvo Molenaers          | Wiel's-Groene Leeuw   | + 1 min 09 s    |